# 朱纳格尔
朱纳格尔（Junagarh）是印度奥里萨邦卡拉漢迪縣的一个城镇。总人口15759（2001年）。

## 人口
该地2001年总人口15759人，其中男性8037人，女性7722人；0—6岁人口2243人，其中男1103人，女1140人；识字率55.33%，其中男性为65.95%，女性为44.29%。